# تمرنة
تمرنة بلدة جزائرية تابعة لبلدية سيدي عمران ولاية الوادي.

## عنها
أسست تمرنة في القرن الرابع الهجري قبل حي القصبة بـ 40 سنة، شهدت ميلاد عدة قرى اضمحلت وتلخصت في الأخير تحت اسم تمرنة القديمة. بداية من أوتيكا وهي كلمة بربرية بمعنى البلاد القديمة وهي بلاد تقع بين قريتي تمرنه الجديدة وتمرنة القديمة، اضمحلت بعد أن دفنتها الرمال، وهجرها السكان وانقسموا إلى قسمين: قسم أسس بلدة سيدي بوخيران، وبعد زوالها أسسوا تمرنة القديمة، وقسم أسسوا السيفاوي، وبعد زوالها أسسوا تمرنة الجديدة، وبعد زوالها أسسوا تمرنة الجديدة، وبعد زوالها أسسوا تمرنة الجديدة. وبمرور الزمن وتآكل البنايات انقسم سكان تمرنة القديمة إلى قسمين كذلك: قسم منهم أسس قرية الزوالية، وقسم آخر أسس قرية الشمرة.
وهي تقع في الجنوب الشرقي الجزائري، وهي حاليا تابعة لبلدية سيدي عمران ولاية الوادي. بنيت البلدة على هضبة غمرتها في القديم مياه وادي الرتم وجزأتها إلى قسمين، وبنيت وسط واحة من النخيل، وهذا ما ترك أمر ترميمها أو توسيعها مستحيلا حفاظا على الثروة النباتية التي تعتبر مصدر عيش للسكان الفلاحين.